# Grammy Awards de 2007
A 49.ª cerimônia anual do Grammy Awards foi realizada em 11 de fevereiro de 2007, no Staples Center, em Los Angeles. Televisionada pela CBS, o evento contemplou trabalho de melhores gravações, composições e artistas do ano dentro do período de 2006. O grupo musical Dixie Chicks foi o mais premiado da noite, com 5 estatuetas. A cantora Mary J. Blige recebeu a maior quantidade de indicações, num total de oito. O músico Don Henley foi homenageado como Pessoa do Ano MusiCares, duas noites antes da premiação, em 9 de fevereiro de 2007. Como reconhecimento, a edição recebeu um Emmy Award pela Direção de Iluminação.

## Apresentações
| Artista(s)                                | Canção(ões)                                                                           |
| ----------------------------------------- | ------------------------------------------------------------------------------------- |
| The Police                                | "Roxanne"                                                                             |
| Mary J. Blige                             | "Be Without You" "Stay With Me"                                                       |
| Dixie Chicks                              | "Not Ready to Make Nice"                                                              |
| Justin Timberlake                         | "What Goes Around... Comes Around"                                                    |
| Beyoncé                                   | "Listen"                                                                              |
| Smokey Robinson Chris Brown Lionel Richie | R&B Make Artists Tribute                                                              |
| Christina Aguilera                        | Tributo a James Brown "It's a Man's Man's Man's World"                                |
| Ludacris Mary J. Blige Earth, Wind & Fire | "Runaway Love"                                                                        |
| James Blunt                               | "You're Beautiful"                                                                    |
| Gnarls Barkley                            | "Crazy"                                                                               |
| John Legend John Mayer Corinne Bailey Rae | "Coming Home" "Gravity" Like a Star"                                                  |
| Red Hot Chili Peppers                     | "Snow (Hey Oh)"                                                                       |
| Shakira Wyclef Jean                       | "Hips Don't Lie"                                                                      |
| Justin Timberlake Robyn Troup T.I.        | "Ain't No Sunshine" My Love"                                                          |
| Carrie Underwood Rascal Flatts            | Tribute a Bob Wills & Don Henley "San Antonio Rose" Desperado" Life in The Fast Lane" |

## Apresentadores
- Burt Bacharach
- Joan Baez
- Natasha Bedingfield
- Tony Bennett
- The Black Eyed Peas
- Lewis Black
- Natalie Cole
- Ornette Coleman
- Common
- Nelly Furtado
- Al Gore
- Alyson Hannigan
- Don Henley
- Terrence Howard
- Jennifer Hudson
- Samuel L. Jackson
- Scarlett Johansson
- Reba McEntire
- Mandy Moore
- P!nk
- Queen Latifah
- Rihanna
- LeAnn Rimes
- Chris Rock
- Nicole Scherzinger
- Seal
- Cobie Smulders
- David Spade
- Quentin Tarantino
- Stevie Wonder
- Luke Wilson
- Prince
- Kanye West

## Indicados e vencedores

### Geral
| Gravação do Ano - "Not Ready to Make Nice" – Dixie Chicks - "Be Without You" – Mary J. Blige - "You're Beautiful" – James Blunt - "Crazy" – Gnarls Barkley - "Put Your Records On" – Corinne Bailey Rae                 | Álbum do Ano - Taking the Long Way – Dixie Chicks - St. Elsewhere – Gnarls Barkley - Continuum – John Mayer - Stadium Arcadium – Red Hot Chilli Peppers - FutureSex/LoveSounds – Justin Timberlake |
| Canção do Ano - "Not Ready to Make Nice" – Dixie Chicks - "Be Without You" – Mary J. Blige - "Jesus, Take the Wheel" – Carrie Underwood - "Put Your Records On" – Corinne Bailey Rae - "You're Beautiful" – James Blunt | Artista Revelação - Carrie Underwood - Chris Brown - Corinne Bailey Rae - Imogen Heap - James Blunt                                                                                                |

### Pop
| Melhor Performance Feminina Pop - "Ain't No Other Man" – Christina Aguilera - "Unwritten" – Natasha Bedingfield - "You Can Close Your Eyes" – Sheryl Crow - "Stupid Girls" – P!nk - "Black Horse and the Cherry Tree" – KT Tunstall                 | Melhor Performance Masculina Pop - "You're Beautiful" – James Blunt - "Save Room" – John Legend - "Jenny Wren" – Paul McCartney - "Waiting on the World to Change" – John Mayer - "Bad Day" – Daniel Powter                                            |
| Melhor Performance Pop Por uma Dupla ou Grupo - "I Will Follow You Into the Dark" – Death Cab For Cutie - "My Humps" – The Black Eyed Peas - "Over My Head (Cable Car)" – The Fray - "Is It Any Wonder?" – Keane - "Stickwitu" – The Pussycat Dolls | Melhor Vocal Pop Colaborativo - "For Once in My Life" – Tony Bennett & Stevie Wonder - "One" – U2 & Mary J. Blige - "Always on Your Side" – Sheryl Crow & Sting - "Promiscuous" – Nelly Furtado & Timbaland - "Hips Don't Lie" – Shakira & Wyclef Jean |
| Melhor Performance Instrumental Pop - "Mornin'" – George Benson & Al Jarreau - "Drifting" – Enya - "Subterfuge" – Béla Fleck & The Flecktones - "Song H" – Bruce Hornsby - "My Favorite Things" – The Brian Setzer Orchestra                        | Melhor Performance Pop Instrumental - Fingerprints – Peter Frampton - New Beginnings – Gerald Albright - Fire Wire – Larry Carlton - X – Fourplay - Wrapped in a Dream – Spyro Gyra                                                                    |
| Melhor Álbum Vocal de Pop - Continuum – John Mayer - Back to Basics – Christina Aguilera - Back to Bedlam – James Blunt - The River in Reverse – Elvis Costello & Allen Toussaint - FutureSex/LoveSounds – Justin Timberlake                        | |

| Melhor Gravação de Dance - "SexyBack" – Justin Timberlake - "Suffer Well" – Depeche Mode - "Ooh La La" – Goldfrapp - "Get Together – Madonna - "I'm with Stupid" – Trevor Horn | Melhor Álbum de Dance/Eletrônica - Confessions on a Dance Floor – Madonna - Supernature – Goldfrapp - A Lively Mind – Paul Oakenfold - Fundamental – Pet Shop Boys - The Garden – Zero 7 |